# Saison 1 de Bonne chance Charlie
Chronologie
Saison 2
Cet article recense les épisodes de la première saison de la série télévisée américaine Bonne chance Charlie (Good Luck, Charlie!).

## Épisodes

### Épisode 1:Soirée studieuse
- États-Unis : 4 avril 2010

- États-Unis : 4,7 millions de téléspectateurs[1] (première diffusion)

### Épisode 2:Où est Charlie?
- États-Unis : 11 avril 2010

- États-Unis : 3,8 millions de téléspectateurs[2] (première diffusion)

### Épisode 3:L'Étrange Histoire de Monsieur Dabney
- États-Unis : 18 avril 2010

- États-Unis : 4,1 millions de téléspectateurs[3] (première diffusion)

### Épisode 4:Wammy la mascotte
- États-Unis : 25 avril 2010

### Épisode 5:Les Rois de la danse
- États-Unis : 2 mai 2010

- États-Unis : 3,6 millions de téléspectateurs[4] (première diffusion)

### Épisode 6:C'est la faute de Charlie!
- États-Unis : 9 mai 2010

- États-Unis : 3,9 millions de téléspectateurs[5] (première diffusion)

### Épisode 7:La vérité sort de la bouche des téléphones portables
- États-Unis : 16 mai 2010

- États-Unis : 3,7 millions de téléspectateurs[6] (première diffusion)

### Épisode 8:Charlie a 1 an
- États-Unis : 20 février 2011

- États-Unis : 4,2 millions de téléspectateurs[7] (première diffusion)

### Épisode 9:La cabane des Duncan
- États-Unis : 6 juin 2010

- États-Unis : 2,9 millions de téléspectateurs[8] (première diffusion)

### Épisode 10:Secret de famille
- États-Unis : 13 juin 2010

- États-Unis : 3,5 millions de téléspectateurs[9] (première diffusion)

### Épisode 11:Garçons, filles: Mode d'emploi
- États-Unis : 27 juin 2010

- États-Unis : 3,2 millions de téléspectateurs[10] (première diffusion)

### Épisode 12:Menteur!
- États-Unis : 11 juillet 2010

- États-Unis : 5,0 millions de téléspectateurs[11] (première diffusion)

### Épisode 13:La Petite Assistante de Teddy
- États-Unis : 1er août 2010

- États-Unis : 5,0 millions de téléspectateurs[12] (première diffusion)

### Épisode 14:Les Aventuriers du doudou perdu
- États-Unis : 15 août 2010

### Épisode 15:Charlie, star du net
- États-Unis : 29 août 2010

- États-Unis : 4,3 millions de téléspectateurs[13] (première diffusion)

### Épisode 16:Les Duncan ont du talent
- États-Unis : 12 septembre 2010

- États-Unis : 3,8 millions de téléspectateurs[14] (première diffusion)

### Épisode 17:Compétition
- États-Unis : 19 septembre 2010

- États-Unis : 3,0 millions de téléspectateurs[15] (première diffusion)

### Épisode 18:Baby-sitter et arache de dent
- États-Unis : 17 octobre 2010

- États-Unis : 3,8 millions de téléspectateurs[16] (première diffusion)

### Épisode 19:Nuits blanches
- États-Unis : 24 octobre 2010

Gabe et ses amis ont une soirée pyjama et ils regardent un film d'horreur, mais ils ont du mal à dormir plus tard. Pendant ce temps, Charlie refuse de dormir dans son nouveau lit de grande fille. Pendant ce temps, Teddy se prépare pour son audition pour la pièce de l'école. P.J. fait un rêve où il se voit très gros puis il décide de manger sainement.

### Épisode 20:Coups bas et voitures hantées
- États-Unis : 14 novembre 2010

- États-Unis : 3,9 millions de téléspectateurs[17] (première diffusion)

Charlie mord Spencer parce qu'elle soupçonne quelque chose de mal chez lui. Teddy est inquiète de ce que Charlie a fait car ça peut mettre sa relation avec Spencer en danger, mais il est prouvé que l'intuition de Charlie est juste quand Teddy rencontre Spencer avec une autre fille, Skyler. Teddy rompt avec Spencer et a le cœur brisé. Pendant ce temps, Gabe tire parti de P.J. en lui faisant signer un contrat qui dit qu'il doit conduire Gabe partout où il veut aller. Amy fait semblant d'être un fantôme qui hante la voiture quand Gabe se trouve dedans.

### Épisode 21:La vengeance
- États-Unis : 21 novembre 2010

- États-Unis : 4,1 millions de téléspectateurs[18] (première diffusion)

### Épisode 22:Teddy tourne la page
- États-Unis : 28 novembre 2010

- États-Unis : 3,7 millions de téléspectateurs[19] (première diffusion)

### Épisode 23:Vélo volé
- États-Unis : 12 décembre 2010

- États-Unis : 3,4 millions de téléspectateurs[20] (première diffusion)

### Épisode 24:Les Duncan vont au ski, partie 1
- États-Unis : 23 janvier 2011

- États-Unis : 4,3 millions de téléspectateurs[21] (première diffusion)

### Épisode 25:Les Duncan vont au ski, partie 2
- États-Unis : 23 janvier 2011

- États-Unis : 4,3 millions de téléspectateurs[21] (première diffusion)

### Épisode 26:Anniversaire spécial
- États-Unis : 30 janvier 2011

- États-Unis : 3,7 millions de téléspectateurs[22] (première diffusion)